# مارمولک خاردم
مارمولک خاردم (نام علمی: Uromastyx) نام یک سرده از زیرخانواده سوسمار خاردم است.
جانوری است شبیه مارمولک که طول آن تا 85 سانتیمتر میرسد. دارای دم ضخیم خارداری است. رنگ آن قهوه ای متمایل به زرد است. دستها و پاهای آن دارای 5 انگشت است.
به زبان عربی آنرا ضب میگویند. بعضی از اعراب آنرا حلال میدانند و مبادرت به صید آن میکنند و از گوشت و خون آن جهت درمان بعضی از بیماریها استفاده میکنند.
سکونتگاه این سوسمار در دشتهای گرم و خشک است و در زمستان در دماهای زیر ۲۰ درجه به خاب زمستانی میرود. دمای فعالیت و نشاط آن از ۳۶ تا ۳۸ است.